# Шарафутдинов, Химайдин Шарафутдинович
Хумойдин  Шарафутдинов — советский хозяйственный, государственный и политический деятель.

## Биография
Родился в 1931 году в Сариасийском районе. В селе Дуоба. Член КПСС с года.
С 1950 года — на хозяйственной, общественной и политической работе. В 1950—1993 гг. — крестьянин, агроном, председатель колхоза «Ленинград» Сарыассийского района Сурхандарьинской области, председатель Байсунского райисполкома, первый секретарь Денауского райкома КП Узбекистана, заместитель председателя исполкома Сурхандарьинского областного Совета депутатов трудящихся.
Избирался депутатом Верховного Совета СССР 6-го созыва, Верховного Совета Узбекской ССР 12-го созыва.
Жил в Узбекистане.

## Награды и звания
- орден Октябрьской Революции (27.12.1976)
- орден Трудового Красного Знамени (10.12.1973)
- орден Дружбы народов (26.02.1981)
- орден «Знак Почёта» (08.04.1971)